# Hesperotestudo
Hesperotestudo ("tartaruga ocidental") é um extinto gênero de tartaruga que viveu do Mioceno ao Pleistoceno. Seus vestígios são conhecidos na América do Norte, América Central e Bermuda. Outros espécimes identificáveis apenas para o gênero foram encontrados em El Salvador (TEWG, 2015).

## Taxonomia
A lista de espécies é baseada em Rhodin et al. 2015
- † Hesperotestudo Williams 1950[4]
  - Eupachemys Leidy 1877 (nomen oblitum)
  - Hesperotestudo Williams 1950:25
    - Caudochelys Auffenberg 1963:69

- †Hesperotestudo annae (Hay 1923)[5]
  - Testudo annae Hay 1923:114 (Pleistoceno Inferior, Irvingtonian, EUA (Texas))
    - Testudo francisi Hay 1923:116 [Pleistoceno Inferior, EUA (Texas)]

- †Hesperotestudo bermudaeMeylan e Sterrer 2000[1]
  - Hesperotestudo bermudae Meylan e Sterrer 2000: 51 [Pleistoceno Médio, Bermuda], c. 310.000 anos antes do presente (YBP) - Tamanho: CL c. 50 cm

- †Hesperotestudo campester (Hay 1908)[6]
  - Testudo campester Hay 1908:455 [Plioceno Superior a Pleistoceno Inferior, Blancan, EUA (Texas)] - Tamanho: CL c. > 100 cm
    - Testudo rexroadensis Oelrich 1952:301 [Plioceno tardio, Early Blancan, EUA (Kansas)]

- †Hesperotestudo crassiscutata (Leidy 1889)[7]
  - Eupachemys obtusus Leidy 1877:232 (Pleistoceno, EUA (Carolina do Sul)) (nomen oblitum) - Tamanho: CL c. 120–125 cm
  - Eupachemys rugosus Leidy 1889:29 (Pleistoceno Superior - Holoceno Inferior, Rancholabrean, EUA (Flórida)) (ex errore para Eupachemys obtusus)
  - Testudo crassiscutata Leidy 1889b:31
    - Testudo ocalana Hay 1916:45 (Pleistoceno Superior, EUA (Flórida))
    - Testudo distans Hay 1916:48 (Pleistoceno Superior, EUA (Flórida))[8]
    - Testudo sellardsi Hay 1916:49 (Pleistoceno Superior, EUA (Flórida))[8]
    - Testudo luciae Hay 1916:52 (Pleistoceno Superior, EUA (Flórida))[8]

- †Hesperotestudo equicomes (Hay 1917) [9]
  - Testudo equicomes Hay 1917:41

- †Hesperotestudo incisa (Hay 1916)[8]
  - Testudo incisa Hay 1916:46

- †Hesperotestudo johnstoni (Auffenberg 1962)[10]
  - Geochelone johnstoni Auffenberg 1962:627

- †Hesperotestudo mlynarskii (Auffenberg 1988)[11]
  - Geochelone mlynarskii Auffenberg 1988:592

- †Hesperotestudo oelrichi (Holman 1972)[12]
  - Geochelone (Hesperotestudo) oelrichi Holman 1972:59

- †Hesperotestudo percrassa (Cope 1899)[13]
  - Clemmys percrassus Cope 1899:194

- †Hesperotestudo turgida (Cope 1892)[14]
  - Testudo turgida Cope 1892:127

- †Hesperotestudo wilsoni (Milstead 1956)[15]
  - Testudo wilsoni Milstead 1956:168 (Late Pleistocene, Late Wisconsinan, US (Texas)], 14C age: c. 11,040 YBP, 9090 BC,(Late Pleistocene to Early Holocene, until c. 9050 BC, c. 11,000 YBP) - Size: CL c. 23 cm